# Straalvinnigen
Straalvinnigen (Actinopterygii) vormen een omvangrijke en diverse klasse van gewervelde vissen. Het zijn in water levende dieren met vinnen, schubben en een goed ontwikkeld, meestal verbeend skelet. De naam 'straalvinnigen' is gebaseerd op het feit dat vrijwel alle soorten stralen in hun vinnen bezitten. Deze stralen zijn been- of hoornachtige structuren die de huid ondersteunen, in tegenstelling tot de vleesachtige vinnen, die karakteristiek zijn voor vissen uit de zustergroep kwastvinnigen (Sarcopterygii).
Met ongeveer 34.000 soorten vormen de straalvinnigen een groot aandeel binnen de chordadieren (Chordata). Bijna 99% van alle bekende vissen behoren tot de straalvinnigen. Bekende vertegenwoordigers zijn onder meer steuren, palingen, karpers, meervallen, goudvissen, piranha's, zalmen, cichliden en zeepaardjes. Straalvinnigen hebben een alomtegenwoordige verspreiding. Ze komen voor in zowel zoet als zout water, en van de diepzee tot de hoogstgelegen bergbeken. 
Straalvinnigen spelen een essentiële rol in aquatische ecosystemen, bijvoorbeeld door het in toom houden van prooipopulaties. Ook voor de mens zijn ze van groot belang. Beroepsvissers vangen vis of kweken vis in aquacultuur als een bron van voedsel. Vissen worden ook gevangen ter recreatie, als huisdier gehouden en tentoongesteld in openbare aquaria.

## Diversiteit
De straalvinnigen zijn een diverse groep dieren. Ze vertonen een grote variabiliteit in termen van lichaamsvorm, kleur, leefgebied en gedrag. Ze komen wereldwijd voor in bijna alle habitats, behalve in zeer droge gebieden. Sommige soorten zijn niet uitsluitend aan water gebonden en kunnen een behoorlijke tijd op het droge overleven.
Straalvinnigen kunnen zwemmen, lopen, vliegen of immobiel zijn. Hiertoe zijn veel soorten uitgerust met een sterk gespecialiseerde musculatuur. Straalvinnigen bezitten verschillende sensorische systemen, waaronder zicht, gehoor, chemoreceptie en elektroreceptie. De sidderaal en verschillende verwante soorten kunnen een elektrisch veld produceren om prooien te verdoven en roofdieren af te schrikken. De plaatsing en morfologie van de vinnen is van oudsher een belangrijk aspect bij de taxonomische indeling van straalvinnigen. 

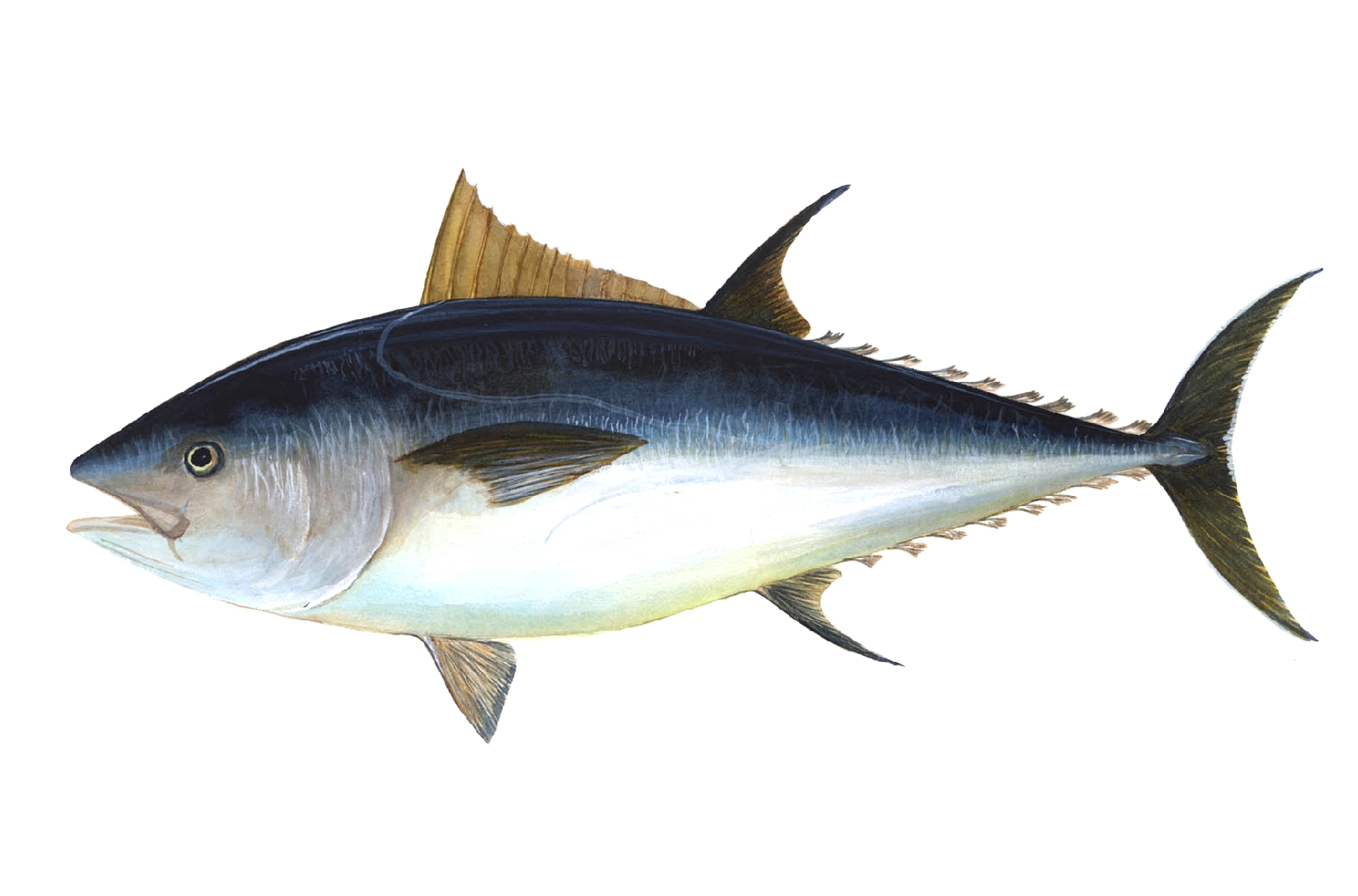
Tonijnen hebben een diep gevorkte staartvin
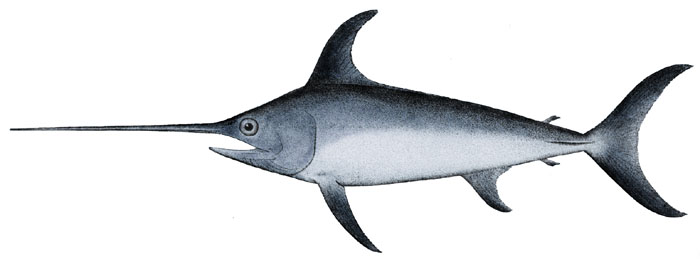
De zwaardvis heeft een vrijwel optimale stroomlijning voor snelle voortbeweging
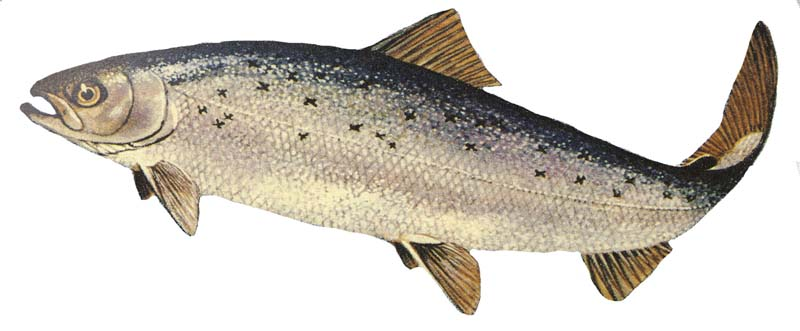
Zalmen kunnen zich met hun gespierde staartvin uit het water verheffen
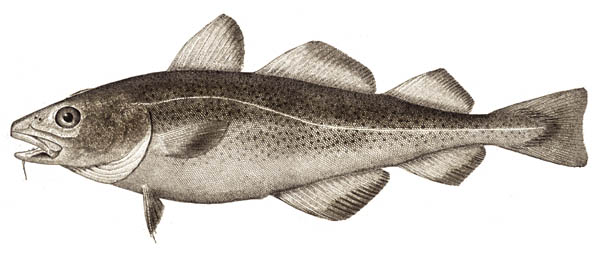
Kabeljauwen zijn met hun drie rugvinnen en twee aarsvinnen zeer wendbaar
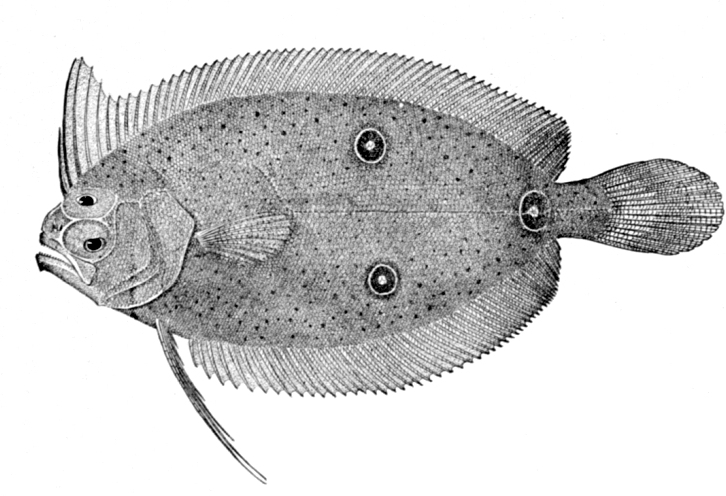
Platvissen hebben een gedeeltelijk symmetrische rugvin en buikvin ontwikkeld
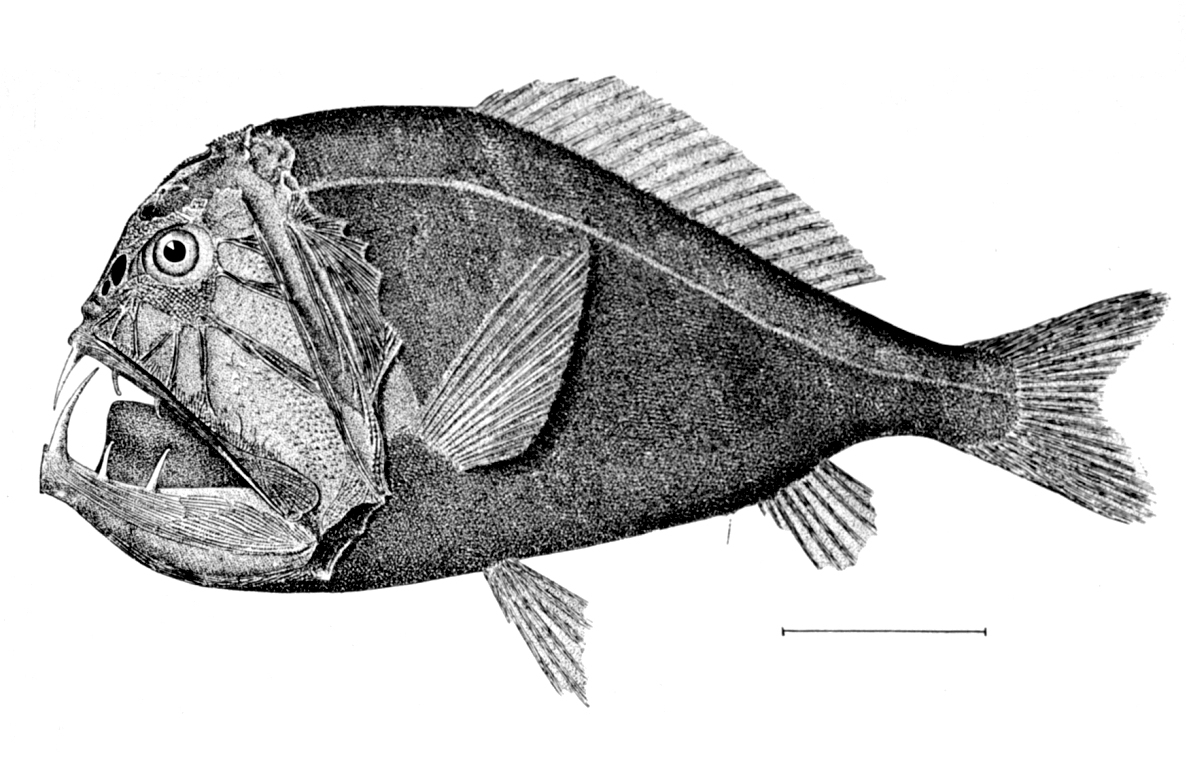
De vangtandvis vangt zijn prooien in een snelle aanval
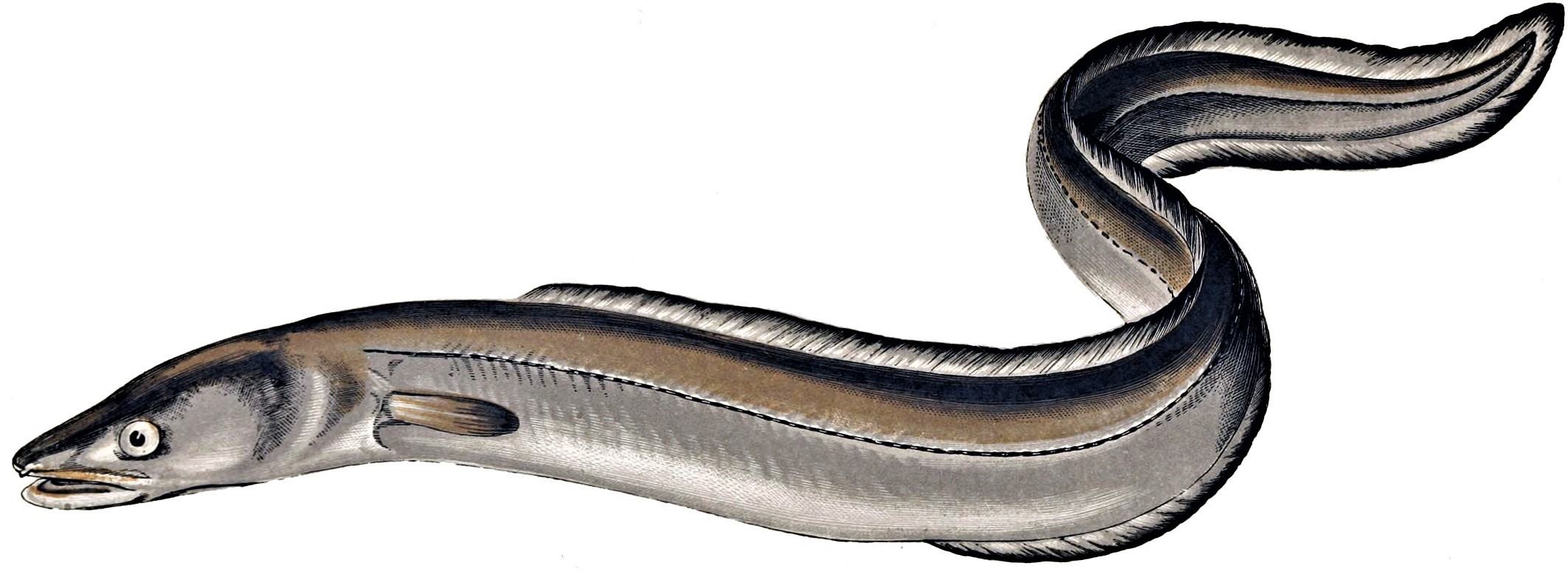
De kongeraal (zeepaling) behoort ook tot de straalvinnigen
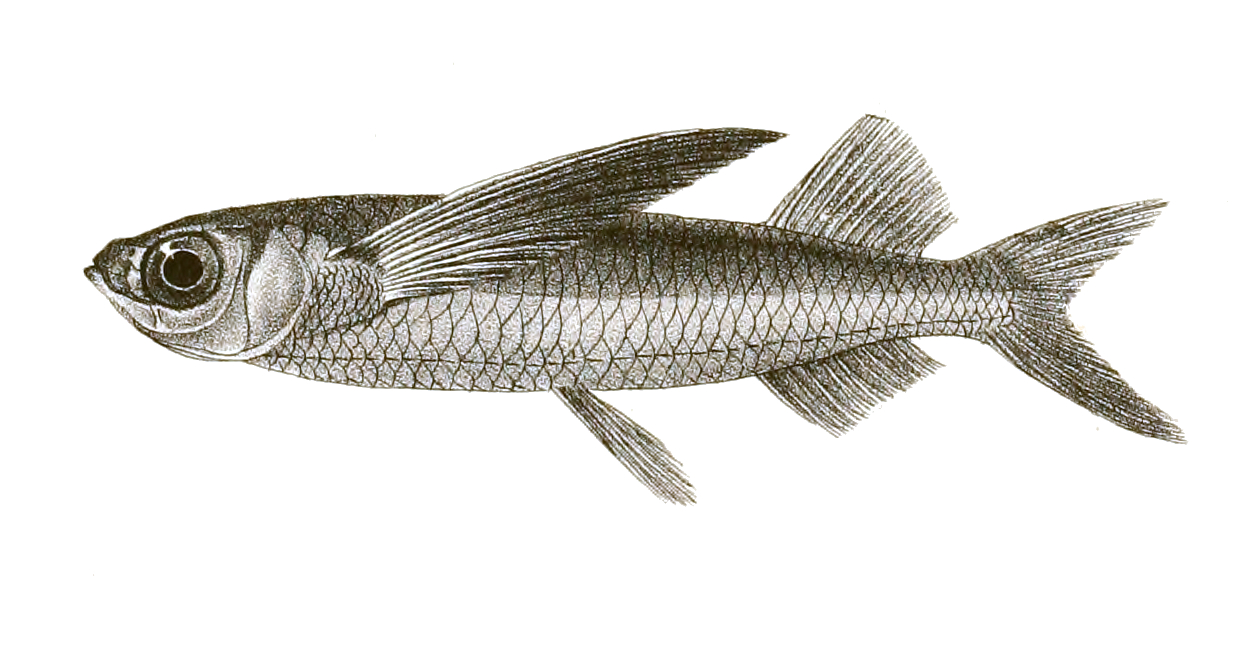
Vliegende vissen kunnen met hun grote borstvinnen korte duikvluchten maken

## Voortplanting en ontwikkeling

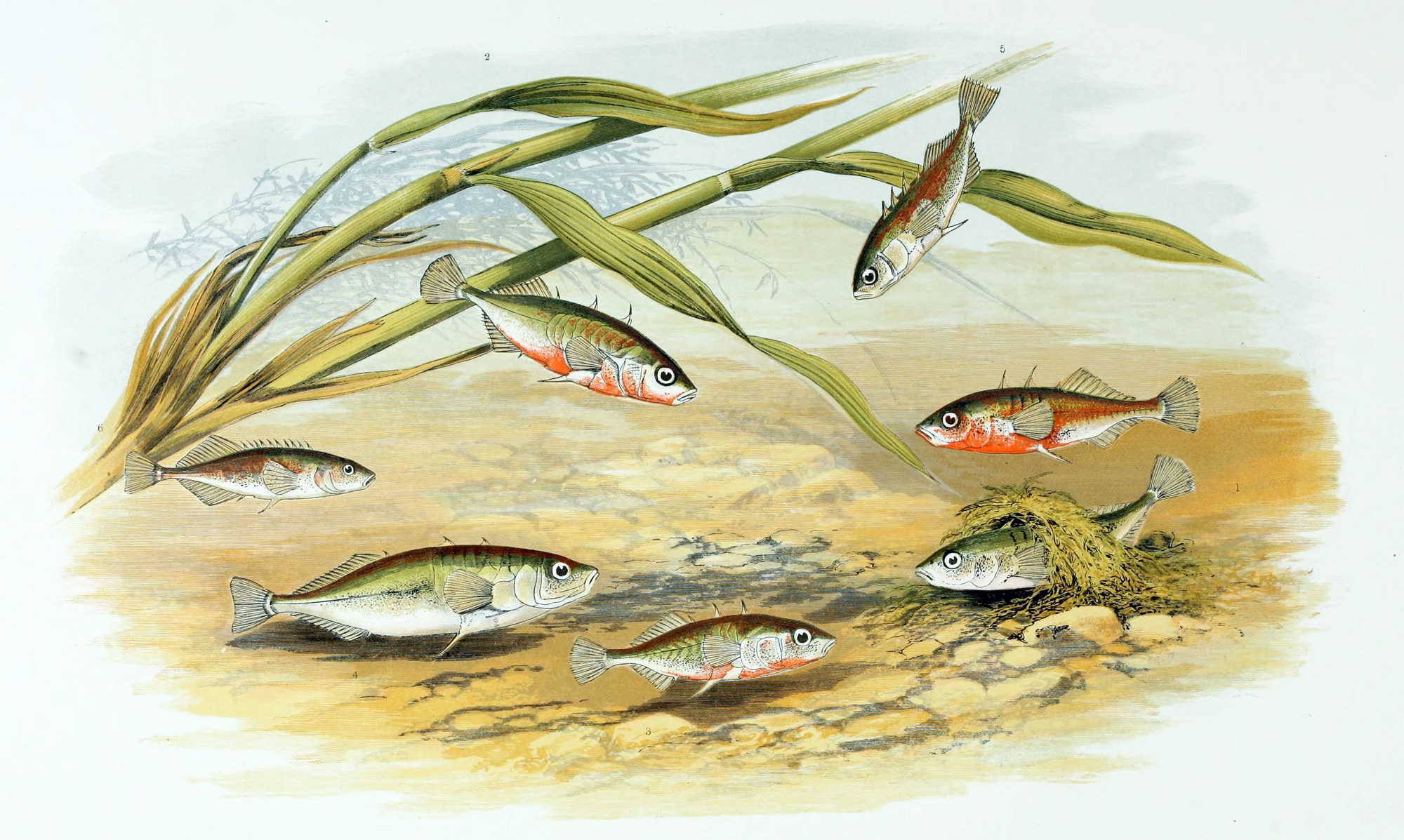
De driedoornige stekelbaars bouwt een nest waar het vrouwtje de eitjes af kan zetten.

Straalvinnigen kennen uiteenlopende voortplantingswijzen. Bij de meeste soorten zet het vrouwtje tijdens de paai eieren af die daarna door het mannetje uitwendig bevrucht worden, maar er zijn ook soorten die een inwendige bevruchting kennen en eierlevendbarend zijn. De larven die uit de eitjes ontstaan ontwikkelen zich over het algemeen zelfstandig. Slechts enkele straalvinnigen vertonen broedzorg, voorbeelden zijn cichliden en labyrintvisachtigen.
Bij enkele groepen is een bijzonder ontwikkelingspatroon te vinden, zoals de anemoonvissen. In de meeste gevallen gaat het om protogynie: vrouwelijke vissen veranderen op een bepaald moment in mannetjes, onder invloed van een interne of externe factor.
Er zijn ook een paar voorbeelden van straalvinnigen die zelfbevruchting vertonen. De tandkarper Kryptolebias marmoratus is een tweeslachtige vis, die zowel eicellen als zaadcellen produceert en interne bevruchting heeft.

## Evolutie en fylogenie
Het oudste fossiele overblijfsel van een straalvinnige is ongeveer 420 miljoen jaar oud (Laat-Siluur). Deze fossielen zijn teruggevonden in Estland, Zweden en Rusland. Hoewel straalvinnigen al sinds deze periode fossiel verschenen, was het pas in het Carboon (360 Ma) dat ze dominant werden in zoet water en in de zeeën begonnen te overheersen. Met name de beenvissen, de grootste groep binnen de straalvinnigen, ondergingen een sterke diversificatie gedurende het Mesozoïcum en Kenozoïcum. Hierdoor behoren ongeveer 96% van alle tegenwoordig bekende vissoorten tot de beenvissen.
|         | Amfibieën                                                                     |
|         |                                                                               |
| Amniota | \| \| Zoogdieren \| \| \| \| \| \| Sauropsida (reptielen, vogels) \| \| \| \| |
|         | \| \| Zoogdieren \| \| \| \| \| \| Sauropsida (reptielen, vogels) \| \| \| \| |
|         | Zoogdieren                                                                    |
|         |                                                                               |
|         | Sauropsida (reptielen, vogels)                                                |
|         |                                                                               |

|  | Zoogdieren                     |
|  |                                |
|  | Sauropsida (reptielen, vogels) |
|  |                                |

|         | Amfibieën                                                                     |
|         |                                                                               |
| Amniota | \| \| Zoogdieren \| \| \| \| \| \| Sauropsida (reptielen, vogels) \| \| \| \| |
|         | \| \| Zoogdieren \| \| \| \| \| \| Sauropsida (reptielen, vogels) \| \| \| \| |
|         | Zoogdieren                                                                    |
|         |                                                                               |
|         | Sauropsida (reptielen, vogels)                                                |
|         |                                                                               |

|  | Zoogdieren                     |
|  |                                |
|  | Sauropsida (reptielen, vogels) |
|  |                                |

|         | Amfibieën                                                                     |
|         |                                                                               |
| Amniota | \| \| Zoogdieren \| \| \| \| \| \| Sauropsida (reptielen, vogels) \| \| \| \| |
|         | \| \| Zoogdieren \| \| \| \| \| \| Sauropsida (reptielen, vogels) \| \| \| \| |
|         | Zoogdieren                                                                    |
|         |                                                                               |
|         | Sauropsida (reptielen, vogels)                                                |
|         |                                                                               |

|  | Zoogdieren                     |
|  |                                |
|  | Sauropsida (reptielen, vogels) |
|  |                                |

|         | Amfibieën                                                                     |
|         |                                                                               |
| Amniota | \| \| Zoogdieren \| \| \| \| \| \| Sauropsida (reptielen, vogels) \| \| \| \| |
|         | \| \| Zoogdieren \| \| \| \| \| \| Sauropsida (reptielen, vogels) \| \| \| \| |
|         | Zoogdieren                                                                    |
|         |                                                                               |
|         | Sauropsida (reptielen, vogels)                                                |
|         |                                                                               |

|  | Zoogdieren                     |
|  |                                |
|  | Sauropsida (reptielen, vogels) |
|  |                                |

| Holostei | \| \| Lepisosteiformes (Kaaimansnoeken) \| \| \| \| \| \| Amiiformes (moddersnoeken) \| \| \| \| |
|          | \| \| Lepisosteiformes (Kaaimansnoeken) \| \| \| \| \| \| Amiiformes (moddersnoeken) \| \| \| \| |
|          | Teleostei (beenvissen)                                                                           |
|          |                                                                                                  |
|          | Lepisosteiformes (Kaaimansnoeken)                                                                |
|          |                                                                                                  |
|          | Amiiformes (moddersnoeken)                                                                       |
|          |                                                                                                  |

|  | Lepisosteiformes (Kaaimansnoeken) |
|  |                                   |
|  | Amiiformes (moddersnoeken)        |
|  |                                   |

| Holostei | \| \| Lepisosteiformes (Kaaimansnoeken) \| \| \| \| \| \| Amiiformes (moddersnoeken) \| \| \| \| |
|          | \| \| Lepisosteiformes (Kaaimansnoeken) \| \| \| \| \| \| Amiiformes (moddersnoeken) \| \| \| \| |
|          | Teleostei (beenvissen)                                                                           |
|          |                                                                                                  |
|          | Lepisosteiformes (Kaaimansnoeken)                                                                |
|          |                                                                                                  |
|          | Amiiformes (moddersnoeken)                                                                       |
|          |                                                                                                  |

|  | Lepisosteiformes (Kaaimansnoeken) |
|  |                                   |
|  | Amiiformes (moddersnoeken)        |
|  |                                   |

| Holostei | \| \| Lepisosteiformes (Kaaimansnoeken) \| \| \| \| \| \| Amiiformes (moddersnoeken) \| \| \| \| |
|          | \| \| Lepisosteiformes (Kaaimansnoeken) \| \| \| \| \| \| Amiiformes (moddersnoeken) \| \| \| \| |
|          | Teleostei (beenvissen)                                                                           |
|          |                                                                                                  |
|          | Lepisosteiformes (Kaaimansnoeken)                                                                |
|          |                                                                                                  |
|          | Amiiformes (moddersnoeken)                                                                       |
|          |                                                                                                  |

|  | Lepisosteiformes (Kaaimansnoeken) |
|  |                                   |
|  | Amiiformes (moddersnoeken)        |
|  |                                   |

| Holostei | \| \| Lepisosteiformes (Kaaimansnoeken) \| \| \| \| \| \| Amiiformes (moddersnoeken) \| \| \| \| |
|          | \| \| Lepisosteiformes (Kaaimansnoeken) \| \| \| \| \| \| Amiiformes (moddersnoeken) \| \| \| \| |
|          | Teleostei (beenvissen)                                                                           |
|          |                                                                                                  |
|          | Lepisosteiformes (Kaaimansnoeken)                                                                |
|          |                                                                                                  |
|          | Amiiformes (moddersnoeken)                                                                       |
|          |                                                                                                  |

|  | Lepisosteiformes (Kaaimansnoeken) |
|  |                                   |
|  | Amiiformes (moddersnoeken)        |
|  |                                   |

|         | Amfibieën                                                                     |
|         |                                                                               |
| Amniota | \| \| Zoogdieren \| \| \| \| \| \| Sauropsida (reptielen, vogels) \| \| \| \| |
|         | \| \| Zoogdieren \| \| \| \| \| \| Sauropsida (reptielen, vogels) \| \| \| \| |
|         | Zoogdieren                                                                    |
|         |                                                                               |
|         | Sauropsida (reptielen, vogels)                                                |
|         |                                                                               |

|  | Zoogdieren                     |
|  |                                |
|  | Sauropsida (reptielen, vogels) |
|  |                                |

|         | Amfibieën                                                                     |
|         |                                                                               |
| Amniota | \| \| Zoogdieren \| \| \| \| \| \| Sauropsida (reptielen, vogels) \| \| \| \| |
|         | \| \| Zoogdieren \| \| \| \| \| \| Sauropsida (reptielen, vogels) \| \| \| \| |
|         | Zoogdieren                                                                    |
|         |                                                                               |
|         | Sauropsida (reptielen, vogels)                                                |
|         |                                                                               |

|  | Zoogdieren                     |
|  |                                |
|  | Sauropsida (reptielen, vogels) |
|  |                                |

|         | Amfibieën                                                                     |
|         |                                                                               |
| Amniota | \| \| Zoogdieren \| \| \| \| \| \| Sauropsida (reptielen, vogels) \| \| \| \| |
|         | \| \| Zoogdieren \| \| \| \| \| \| Sauropsida (reptielen, vogels) \| \| \| \| |
|         | Zoogdieren                                                                    |
|         |                                                                               |
|         | Sauropsida (reptielen, vogels)                                                |
|         |                                                                               |

|  | Zoogdieren                     |
|  |                                |
|  | Sauropsida (reptielen, vogels) |
|  |                                |

|         | Amfibieën                                                                     |
|         |                                                                               |
| Amniota | \| \| Zoogdieren \| \| \| \| \| \| Sauropsida (reptielen, vogels) \| \| \| \| |
|         | \| \| Zoogdieren \| \| \| \| \| \| Sauropsida (reptielen, vogels) \| \| \| \| |
|         | Zoogdieren                                                                    |
|         |                                                                               |
|         | Sauropsida (reptielen, vogels)                                                |
|         |                                                                               |

|  | Zoogdieren                     |
|  |                                |
|  | Sauropsida (reptielen, vogels) |
|  |                                |

| Holostei | \| \| Lepisosteiformes (Kaaimansnoeken) \| \| \| \| \| \| Amiiformes (moddersnoeken) \| \| \| \| |
|          | \| \| Lepisosteiformes (Kaaimansnoeken) \| \| \| \| \| \| Amiiformes (moddersnoeken) \| \| \| \| |
|          | Teleostei (beenvissen)                                                                           |
|          |                                                                                                  |
|          | Lepisosteiformes (Kaaimansnoeken)                                                                |
|          |                                                                                                  |
|          | Amiiformes (moddersnoeken)                                                                       |
|          |                                                                                                  |

|  | Lepisosteiformes (Kaaimansnoeken) |
|  |                                   |
|  | Amiiformes (moddersnoeken)        |
|  |                                   |

| Holostei | \| \| Lepisosteiformes (Kaaimansnoeken) \| \| \| \| \| \| Amiiformes (moddersnoeken) \| \| \| \| |
|          | \| \| Lepisosteiformes (Kaaimansnoeken) \| \| \| \| \| \| Amiiformes (moddersnoeken) \| \| \| \| |
|          | Teleostei (beenvissen)                                                                           |
|          |                                                                                                  |
|          | Lepisosteiformes (Kaaimansnoeken)                                                                |
|          |                                                                                                  |
|          | Amiiformes (moddersnoeken)                                                                       |
|          |                                                                                                  |

|  | Lepisosteiformes (Kaaimansnoeken) |
|  |                                   |
|  | Amiiformes (moddersnoeken)        |
|  |                                   |

| Holostei | \| \| Lepisosteiformes (Kaaimansnoeken) \| \| \| \| \| \| Amiiformes (moddersnoeken) \| \| \| \| |
|          | \| \| Lepisosteiformes (Kaaimansnoeken) \| \| \| \| \| \| Amiiformes (moddersnoeken) \| \| \| \| |
|          | Teleostei (beenvissen)                                                                           |
|          |                                                                                                  |
|          | Lepisosteiformes (Kaaimansnoeken)                                                                |
|          |                                                                                                  |
|          | Amiiformes (moddersnoeken)                                                                       |
|          |                                                                                                  |

|  | Lepisosteiformes (Kaaimansnoeken) |
|  |                                   |
|  | Amiiformes (moddersnoeken)        |
|  |                                   |

| Holostei | \| \| Lepisosteiformes (Kaaimansnoeken) \| \| \| \| \| \| Amiiformes (moddersnoeken) \| \| \| \| |
|          | \| \| Lepisosteiformes (Kaaimansnoeken) \| \| \| \| \| \| Amiiformes (moddersnoeken) \| \| \| \| |
|          | Teleostei (beenvissen)                                                                           |
|          |                                                                                                  |
|          | Lepisosteiformes (Kaaimansnoeken)                                                                |
|          |                                                                                                  |
|          | Amiiformes (moddersnoeken)                                                                       |
|          |                                                                                                  |

|  | Lepisosteiformes (Kaaimansnoeken) |
|  |                                   |
|  | Amiiformes (moddersnoeken)        |
|  |                                   |

## Taxonomie
Traditioneel worden de straalvinnigen in drie groepen opgesplitst:
De Chondrostei (Kraakbeenganoïden), Holostei (Beenganoïden) en de Teleostei (Beenvissen). Uit sommige morfologische onderzoeken blijkt dat de tweede groep parafyletisch is, en daarom een ongeldige onderverdeling. Uit recenter werk, op basis van DNA- en mitochondriaal genoomonderzoek, blijkt echter dat deze indeling wel weer kan worden gehandhaafd. Volgens ITIS worden de ordes Amiiformes (Moddersnoeken) en Lepisosteiformes (Beensnoeken) echter als losse ordes ingedeeld in de onderklasse Neopterygii.
De straalvinnigen worden onderverdeeld in de volgende ordes:
- Klasse: Actinopterygii (Straalvinnigen)
  - Onderklasse: Chondrostei (Kraakbeenganoïden)
    - 
      - 
        - Orde: Acipenseriformes (Steurachtigen)
        -  Orde: Polypteriformes (Kwastsnoeken)

  -  Onderklasse: Neopterygii
    - Infraklasse: Holostei (Beenganoïden)[5][6]
      - 
        - Orde: Amiiformes (Moddersnoeken)
        -  Orde: Semionotiformes (Beensnoekachtigen)

    -  Infraklasse: Teleostei (Beenvissen)
      - Superorde: Acanthopterygii (Stekelvinnigen)
        - Orde: Atheriniformes (Koornaarvisachtigen)
        - Orde: Beloniformes (Geepachtigen)
        - Orde: Cetomimiformes (Walviskopvissen)
        - Orde: Cyprinodontiformes (Tandkarpers)
        - Orde: Gasterosteiformes (Stekelbaarsachtigen)
        - Orde: Gobiesociformes (Schildvisachtigen)[7]
        - Orde: Mugiliformes (Harders)
        - Orde: Perciformes (Baarsachtigen)
        - Orde: Pleuronectiformes (Platvissen)
        - Orde: Scorpaeniformes (Schorpioenvisachtigen)
        - Orde: Stephanoberyciformes (Doornvissen)
        - Orde: Synbranchiformes (Kieuwspleetalen)
        - Orde: Syngnathiformes (Zeenaaldachtigen)[8]
        - Orde: Tetraodontiformes (Kogelvisachtigen)
        -  Orde: Zeiformes (Zonnevisachtigen)

      - Superorde: Clupeomorpha
        -  Orde: Clupeiformes (Haringachtigen)

      - Superorde: Cyclosquamata (Rondschubbige vissen)
        -  Orde: Aulopiformes (Draadzeilvissen)

      - Superorde: Elopomorpha (Tarpon- en aalachtigen)
        - Orde: Albuliformes (Gratenvisachtigen)
        - Orde: Anguilliformes (Palingachtigen)
        - Orde: Elopiformes (Tarponachtigen)
        - Orde: Notacanthiformes (Stekelaalachtigen)[9]
        -  Orde: Saccopharyngiformes (Alen)

      - Superorde: Lampridiomorpha (Koningsvisachtigen) 
        -  Orde: Lampridiformes (Koningsvissen)

      - Superorde: Ostariophysi (Meervallen en karperachtigen)
        - Orde: Characiformes (Karperzalmachtigen)
        - Orde: Cypriniformes (Karperachtigen)
        - Orde: Gonorynchiformes (Zandvisachtigen)
        - Orde: Gymnotiformes (Mesaalachtigen)
        -  Orde: Siluriformes (Meervalachtigen)

      - Superorde: Osteoglossomorpha (Beentongvisachtigen)
        - Orde: Hiodontiformes (Tandharingen)
        -  Orde: Osteoglossiformes (Beentongvissen)

      - Superorde: Paracanthopterygii (Kabeljauwachtige beenvissen)
        - Orde: Batrachoidiformes (Padvisachtigen)
        - Orde: Gadiformes (Kabeljauwachtigen)
        - Orde: Lophiiformes (Vinarmigen)
        - Orde: Ophidiiformes (Naaldvisachtigen)
        -  Orde: Percopsiformes (Baarszalmachtigen)

      - Superorde: Polymixiomorpha (Baardvisachtigen)
        -  Orde: Polymixiiformes (Barbudo's) 

      - Superorde: Protacanthopterygii (Zalmachtigen)
        - Orde: Esociformes (Snoekachtigen)
        - Orde: Osmeriformes (Spieringachtigen)
        -  Orde: Salmoniformes (Zalmen)

      - Superorde: Scopelomorpha
        -  Orde: Myctophiformes (Lantaarnvisachtigen)

      -  Superorde: Stenopterygii (Diepzeevissen)
        - Orde: Ateleopodiformes (Diepzeekwabben)
        -  Orde: Stomiiformes (Draakvisachtigen)